# 界牌水库
界牌水库是中国湖北省孝感市大悟县境内的一座水库，位于澴水东支主流夹嘴河上的中型水库，建于1972年。坝址在湖北省，水库在河南省，因坐落在鄂、豫两省交界处的界牌关处，故名。水库所在河流夹嘴河发源于大别山脉的鸡公山，为山区季节性河流。水库正常库容为5200万立方米，集雨面积为50平方千米，正常蓄水位136.47米。